# Syndrome de Jaeken
Le syndrome de Jaeken  est le plus fréquent des déficits enzymatiques congénitaux de la glycosylation par déficit en phosphomannomutase. Il représente 70 % des anomalies congénitales de la glycosylation.
Les principales caractéristiques cliniques de cette anomalie sont une hypoplasie cérébelleuse, une dysmorphie faciale, un retard mental et une distribution anormale de la graisse.
Les signes cliniques de la maladie varient en fonction du début de la symptomatologie :
- Début précoce impliquant plusieurs organes
- Début tardif se manifestant essentiellement par des troubles ataxiques et un retard mental
- Début à l'âge adulte

## Autres noms
- CDG Syndrome type Ia
- Syndrome des glycoprotéines déficientes en hydrates de carbone type Ia

## Incidence & prévalence
On recense entre 800 et 1000 cas à travers le monde, dont une centaine de familles décrite en France.

## Conseil génétique

### Mode de transmission
Transmission autosomique récessive

## Sources
1. ↑  (en-US) « PMM2-CDG - Symptoms, Causes, Treatment | NORD », sur rarediseases.org (consulté le 25 décembre 2024)

- (fr) Seta, N. Encyclopédie Orphanet
- (en) GeneTests: Medical Genetics Information Resource (database online). Copyright, University of Washington, Seattle. 1993-2005